# Kama, Fukuoka
Kama (japanska: 嘉麻市?, Kama-shi) är en stad i Fukuoka prefektur i Japan. Staden bildades 2006 genom en sammanslagning av staden Yamada och kommunerna Inatsuki, Kaho och Usui. 